# Linea Tazawako

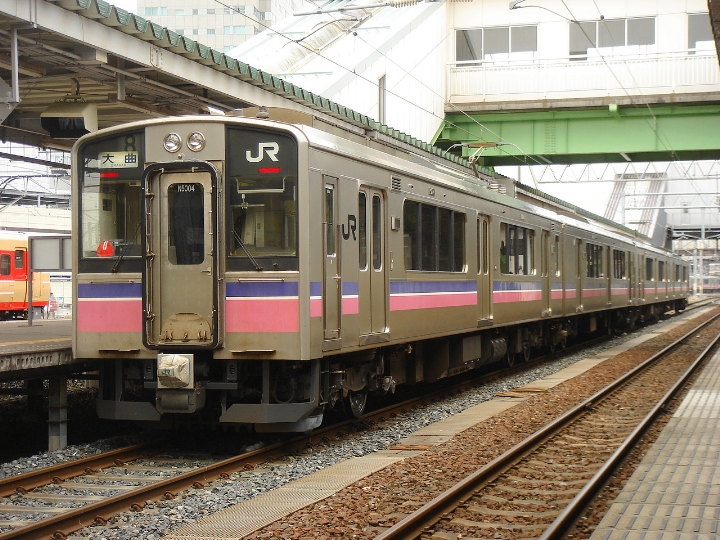
Un treno locale della linea, uno dei pochissimi regionali JR a scartamento normale (serie 701-5000)

La linea Tazawako (田沢湖線?, Tazawako-sen) è una linea ferroviaria giapponese gestita dalla JR East a scartamento normale che collega le stazioni di Morioka nella città di omonima e di Ōmagari, nella cittadina di Daisen, e unendo quindi le prefetture di Iwate e Akita. La ferrovia, in origina di carattere regionale, è ora utilizzata soprattutto dai treni dell'Akita Shinkansen, e per questo lo scartamento è standard, di 1435 mm al contrario delle altre linee locali giapponesi, che generalmente hanno uno scartamento ridotto di 1067 mm. La ferrovia è elettrificata, ma rimane a binario unico, e per questo offre la possibilità di assistere a rari incroci di treni ad alta velocità presso le stazioni che dispongono di multipli binari. La velocità massima è di 130 km/h per l'Akita Shinkansen e di 110 km/h per i treni locali.

## Servizi

### Lunga percorrenza
La ferrovia è utilizzata dall'Akita Shinkansen, alla cui pagina si rimanda per ulteriori informazioni.

### Servizi locali
I treni sono solitamente divisi in due relazioni, a est e a ovest della stazione di Tazawako, con una frequenza di 1 treno ogni ora o due. Durante il giorno solo tre treni percorrono la totalità della linea.

## Stazioni
| Stazione     | Giapponese | Distanza da Morioka | Akita Shinkansen | Collegamenti                                                                                            | Posizione         | Posizione |
| ------------ | ---------- | ------------------- | ---------------- | --- | ----------------- | --------- |
| Morioka      | 盛岡       | 0.0                 | ●                | ■ Linea principale Tōhoku ■ Tōhoku Shinkansen ■ Akita Shinkansen ■ Linea Yamada ■ Ferrovia Iwate Galaxy | Morioka           | Iwate     |
| Ōkama        | 大釜       | 6.0                 | ｜               | | Takizawa Iwate    | Iwate     |
| Koiwai       | 小岩井     | 10.5                | ｜               | | Takizawa Iwate    | Iwate     |
| Shizukuishi  | 雫石       | 16.0                | ●                | | Shizukuishi Iwate | Iwate     |
| Harukiba     | 春木場     | 18.7                | ｜               | | Shizukuishi Iwate | Iwate     |
| Akabuchi     | 赤渕       | 22.0                | ｜               | | Shizukuishi Iwate | Iwate     |
| Tazawako     | 田沢湖     | 40.1                | ●                | | Senboku           | Akita     |
| Sashimaki    | 刺巻       | 44.4                | ｜               | | Senboku           | Akita     |
| Jindai       | 神代       | 52.8                | ｜               | | Senboku           | Akita     |
| Shōden       | 生田       | 55.3                | ｜               | | Senboku           | Akita     |
| Kakunodate   | 角館       | 58.8                | ●                | Ferrovia Akita Nairiku                                                                                  | Senboku           | Akita     |
| Uguisuno     | 鶯野       | 61.6                | ｜               | | Daisen            | Akita     |
| Ugo-Nagano   | 羽後長野   | 64.6                | ｜               | | Daisen            | Akita     |
| Yariminai    | 鑓見内     | 67.9                | ｜               | | Daisen            | Akita     |
| Ugo-Yotsuya  | 羽後四ツ屋 | 70.2                | ｜               | | Daisen            | Akita     |
| Kita-Ōmagari | 北大曲     | 72.0                | ｜               | | Daisen            | Akita     |
| Ōmagari      | 大曲       | 75.6                | ●                | Linea principale Ōu Akita Shinkansen (per Akita)                                                        | Daisen            | Akita     |

## Materiale rotabile
- Elettrotreno serie 701-5000